# Pastriz
Pastriz – gmina w Hiszpanii, w prowincji Saragossa, w Aragonii, o powierzchni 16,52 km². W 2011 roku gmina liczyła 1364 mieszkańców.